# Mahamoudou Kéré
Pour les articles homonymes, voir Kéré.
Mahamoudou Kéré est un joueur de football burkinabé né le 2 janvier 1982 à Ouagadougou (Burkina Faso). Il fait 1,81 m pour 77 kg et joue au poste de défenseur.
Avec seulement 17 années, Mahamoudou a quitté son pays de naissance pour grandir à Charleroi en Wallonie.
Pour le temps à suivre, Kéré devient professionnel et joue presque 300 matches pour le RSC Charleroi en première division belge. Chez le Santos du Burkina Faso comme chez le RSC Charleroi, Kéré évolue quelque temps ensemble avec son compatriote Alassane Ouédraogo.
En 2010, Kéré quitte le RSC Charleroi pour rejoindre Konyaspor. Son passage en Turquie est moins fécond : Il est majoritairement titulaire à Konyaspor mais doit descendre avec son club après seulement une saison en Süper Lig. La saison suivante, il rate la montée directe avec son club et cherche une nouvelle bravade après deux années en Turquie.  Il signe à Samsunspor pour la saison suivante.
Il revient en Belgique en 2013 et signe au RWDM Brussels FC.  Il signe la saison suivante au RAEC Mons.
Il a participé à quatre éditions de la Coupe d'Afrique des nations  avec le Burkina Faso.
Kéré possède aussi un passeport belge parce qu'il a vécu plus que douze années à Charleroi.

## Carrière
- 1989-1998 : Santos FC ( Burkina Faso)
- 1998-2010 : Sporting de Charleroi ( Belgique)
- 2010-2012 : Konyaspor ( Turquie)
- 2012-2013 : Samsunspor ( Turquie)
- 2013-2014 : RWDM Brussels FC ( Belgique)
- Depuis 2014 : RAEC Mons ( Belgique)